# 印度枪鱼
印度枪鱼（学名：Istiompax indica）俗名黑枪鱼（英語：black marlin）、丁挽、翹翅仔，是輻鰭魚綱旗魚目旗鱼科立翅旗魚屬的咸水鱼类，屬肉食性，以魚類、頭足類、章魚為食。其拉丁文种加词“indica”意为“印度的”。
该物种體長可達465（15.26英尺），分布于印度太平洋熱帶及亞熱帶海域，模式产地在苏门答腊，主要棲息深度可達615公尺的外洋，會游近島嶼或近海海域，可做為食用魚及遊釣魚。每年中秋過後會隨黑潮洄游靠近台灣東海岸，形成東海岸特殊鏢刺漁法，